# Svenska mästerskapet i bandy 1930
Svenska mästerskapet i bandy 1930 blev sista gången som den svenska mästerskapsturneringen avgjordes enbart i utslagsform. SK Tirfing vann mot Djurgårdens IF med 1-0 i finalmatchen på Stockholms stadion den 2 mars 1930.

## Förlopp
Sex topplag startade en egen serie, den så kallade sexlagsserien, och deltog inte i svenska mästerskapet; sexlagsserien blev en engångsföreteelse, men ledde till att Division I kom till som en högsta serie i svensk bandy från och med säsongen efter.

## Matcher

### Kvartsfinaler
- Örebro SK-IF Linnéa 1-2
- Nässjö IF-Djurgårdens IF 3-4
- Nacka SK-Köpings IS 5-1
- SK Tirfing-IFK Rättvik 4-2

### Semifinaler
- Djurgårdens IF-IF Linnéa 3-2
- SK Tirfing-Nacka SK 4-1

### Final
- 2 mars 1930: Djurgårdens IF-SK Tirfing 0-1 (spelad i Stockholm i Sverige)

## Svenska mästarna
Mall:SK Tirfing Bandy 1930

### Fotnoter
1. ↑  Erik Jonsson. ”1930–1939”. Svenska Bandyförbundet. Arkiverad från originalet den 15 februari 2015. https://web.archive.org/web/20150215054718/http://www.svenskbandy.se/BANDYFINALEN/HISTORIK/Svenskamastare/Herrar/1930-1939/. Läst 1 september 2011.
2. ↑  Ulf Ivar Nilsson (16 mars 2008). ”Tirfings SM-guld” (på svenska). Arbetarbladet. https://www.arbetarbladet.se/artikel/tirfings-sm-guld-en-solskenshistoria. Läst 24 mars 2020.